# Luigi Serena
Luigi Serena (Montebelluna, 1º agosto 1855 – Treviso, 12 marzo 1911) è stato un pittore italiano esponente del verismo veneto.

## Biografia

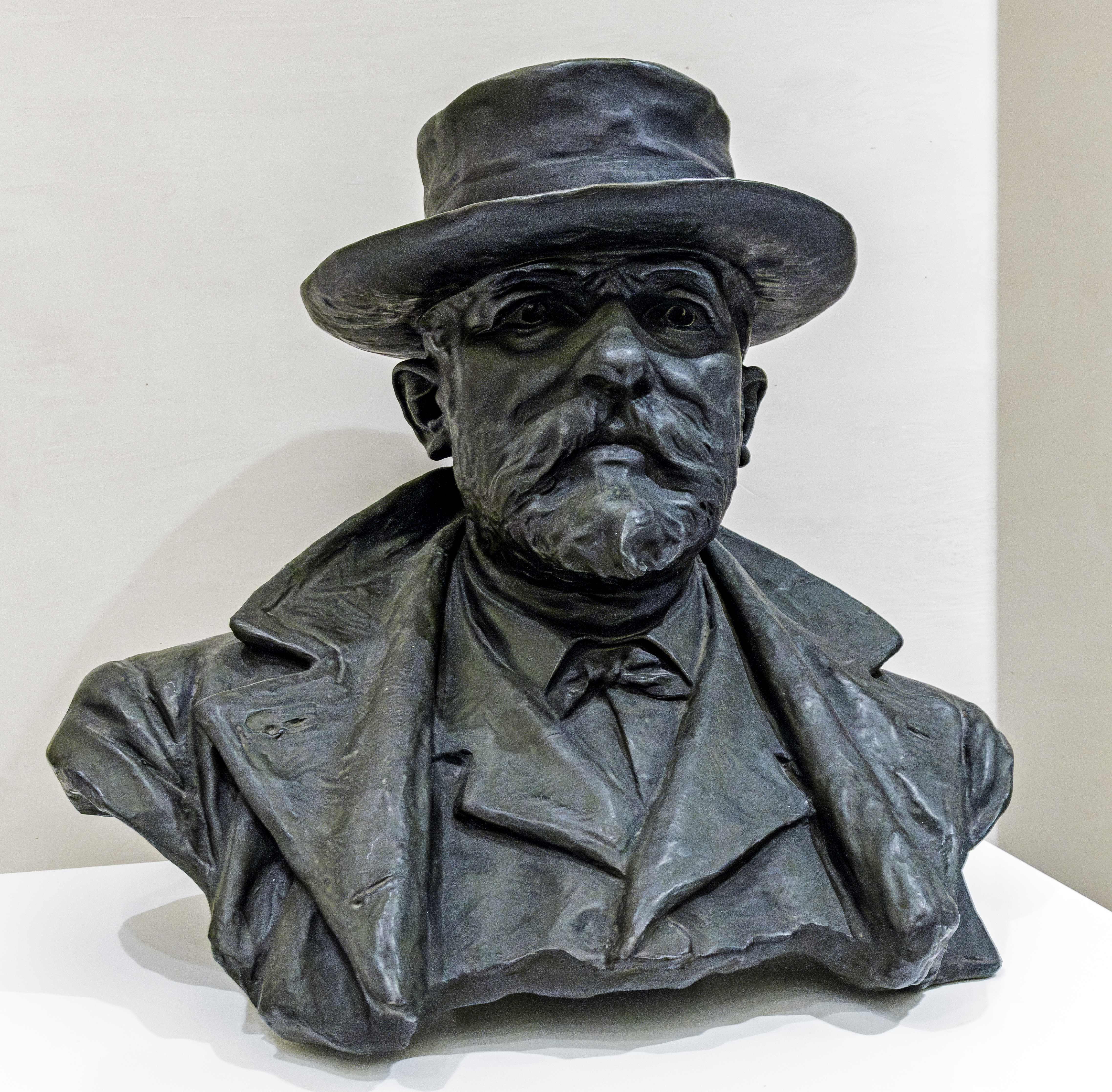
Busto di Luigi Serena da Silio Rossetto - Museo Luigi Bailo - Treviso

Luigi Serena nacque a Montebelluna nel 1855, da Pietro Antonio e Rosalia Vergani. I Serena si erano stabiliti a Montebelluna agli inizi del Settecento, provenienti da Venezia al seguito della famiglia Castelli Manzoni.  Luigi era cugino del poeta Augusto Serena.

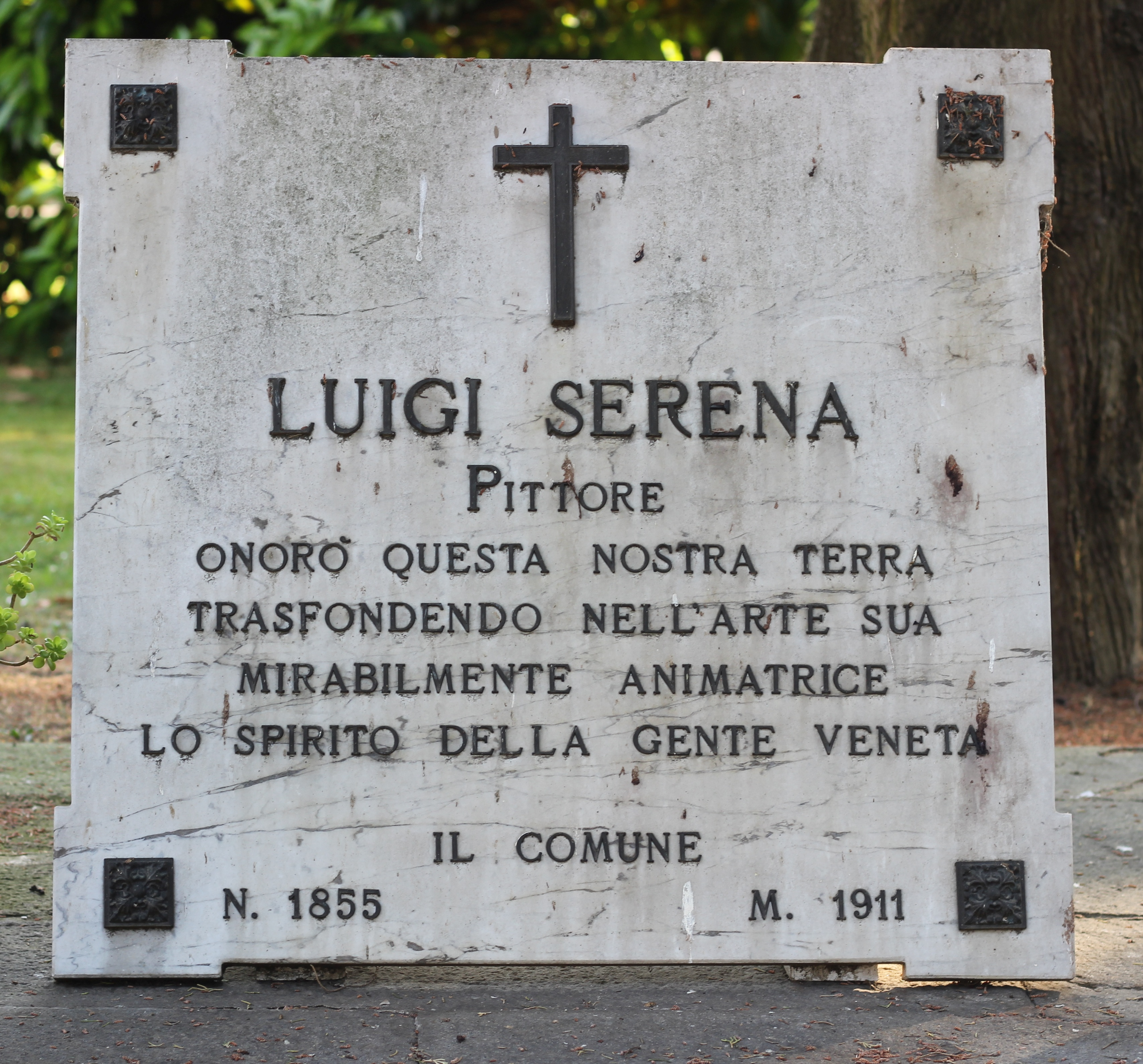
Tomba di Luigi Serena nel cimitero di San Lazzaro a Treviso.

Luigi trascorse solo l'infanzia nella cittadina pedemontana perché la famiglia si trasferì a Murano, in una sorta di ritorno alle origini: il padre divenne mastro vetraio.  Il giovane Luigi si iscrisse alla Scuola di Disegno applicato all'arte vetraria, e per le sue doti ottenne una borsa di studio per frequentare l'Accademia di belle arti di Venezia dal 1870 al 1877.
Nei primi anni all'Accademia vinse numerosi premi, e il suo nome appariva spesso nella stampa cittadina e di settore.  Studiò sotto la guida di Napoleone Nani e Pompeo Marino Molmenti, ed ebbe come compagni di corso Alessandro Milesi, Giacomo Favretto, Ettore Tito, Guglielmo Ciardi e Luigi Nono, con i quali avrebbe continuato ad avere scambi d'idee e di programmi.
Nel 1878 si trasferì a Treviso ed aprì il suo studio personale.
Erano gli anni della piena maturità artistica, gli anni dei suoi capolavori, dominati dai temi popolari e dall'affiorare della quotidianità: il fiume Sile, le piazze e i mercati, i soggetti rurali, le scene di vita famigliare, la semplicità dei sentimenti e la psicologia del dolore, aderendo progressivamente ad uno stile tipicamente novecentista.
La permanenza sempre più stabile a Treviso, anche grazie al formarsi di una clientela borghese agiata e numerosa, non gli impedì tuttavia di partecipare alla vita artistica nazionale e internazionale: le sue opere vennero presentate nella Mostra di Belle Arti a Venezia del 1881, a Brera nel 1883, a Torino nel 1884, a Firenze nel 1886 e a Parigi nel 1889 (all'Exposition Universelle de Paris, dove vinse il terzo premio ex aequo con Pietro Fragiacomo e Telemaco Signorini).  Nel 1897 venne invitato alla seconda Biennale di Venezia, dove espose la tela Sine Labe, che sarà intitolata Vittime nella sua replica acquistata dal Comune di Treviso.
I problemi di salute e le difficoltà economiche rallentarono il percorso evolutivo di Serena che, dall'inizio del Novecento, lavorava sempre più su commissione.  In quegli ultimi anni si dedicò moltissimo al ritratto, genere da sempre praticato.
Morì solo e quasi cieco a Treviso il 12 marzo 1911. È sepolto nel cimitero di San Lazzaro a Treviso, accanto all'abate Luigi Bailo, figura di spicco nell'ambiente culturale trevigiano del suoi tempo.

## Galleria d'immagini

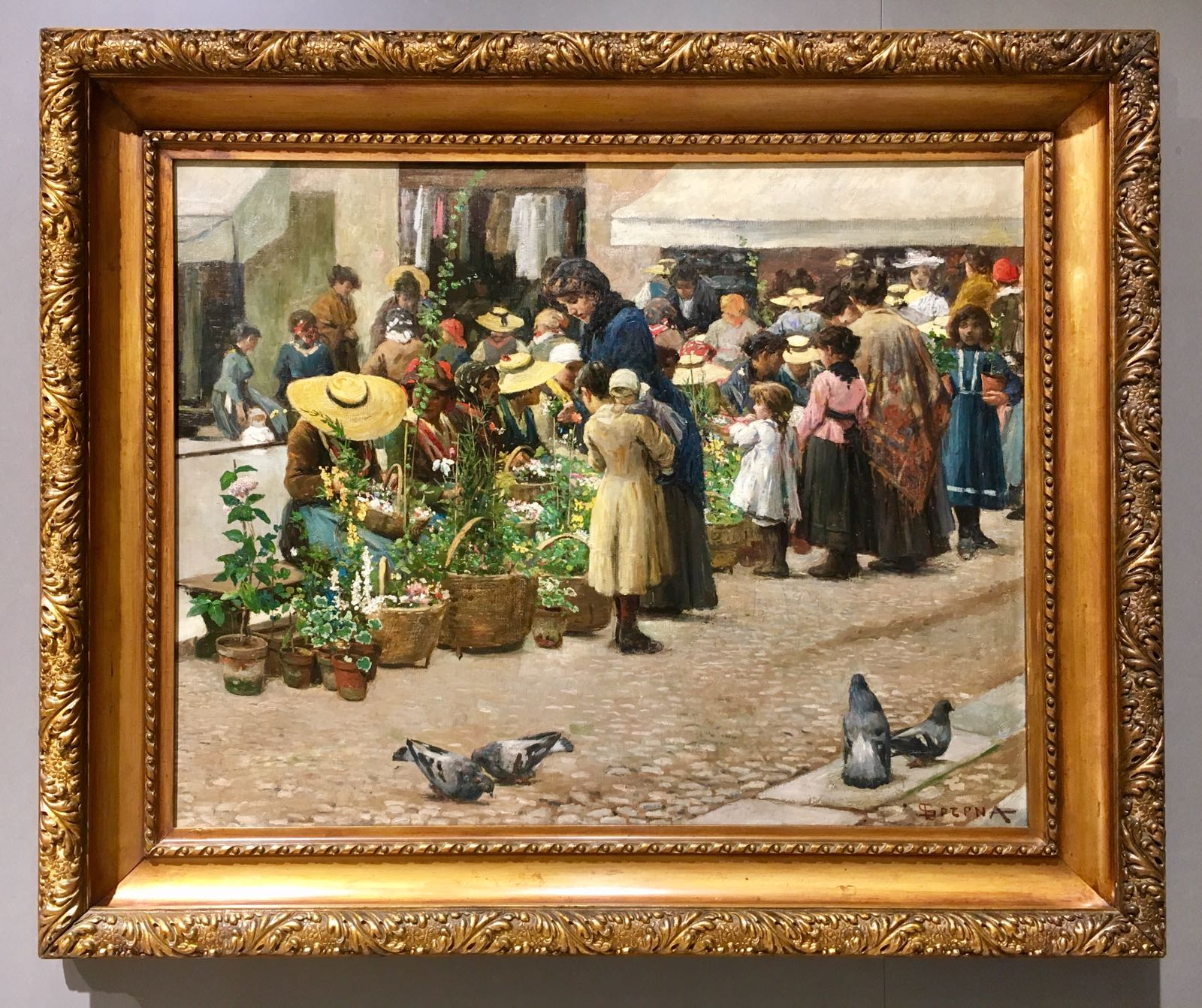
Il mercato dei fiori (1880-1882)
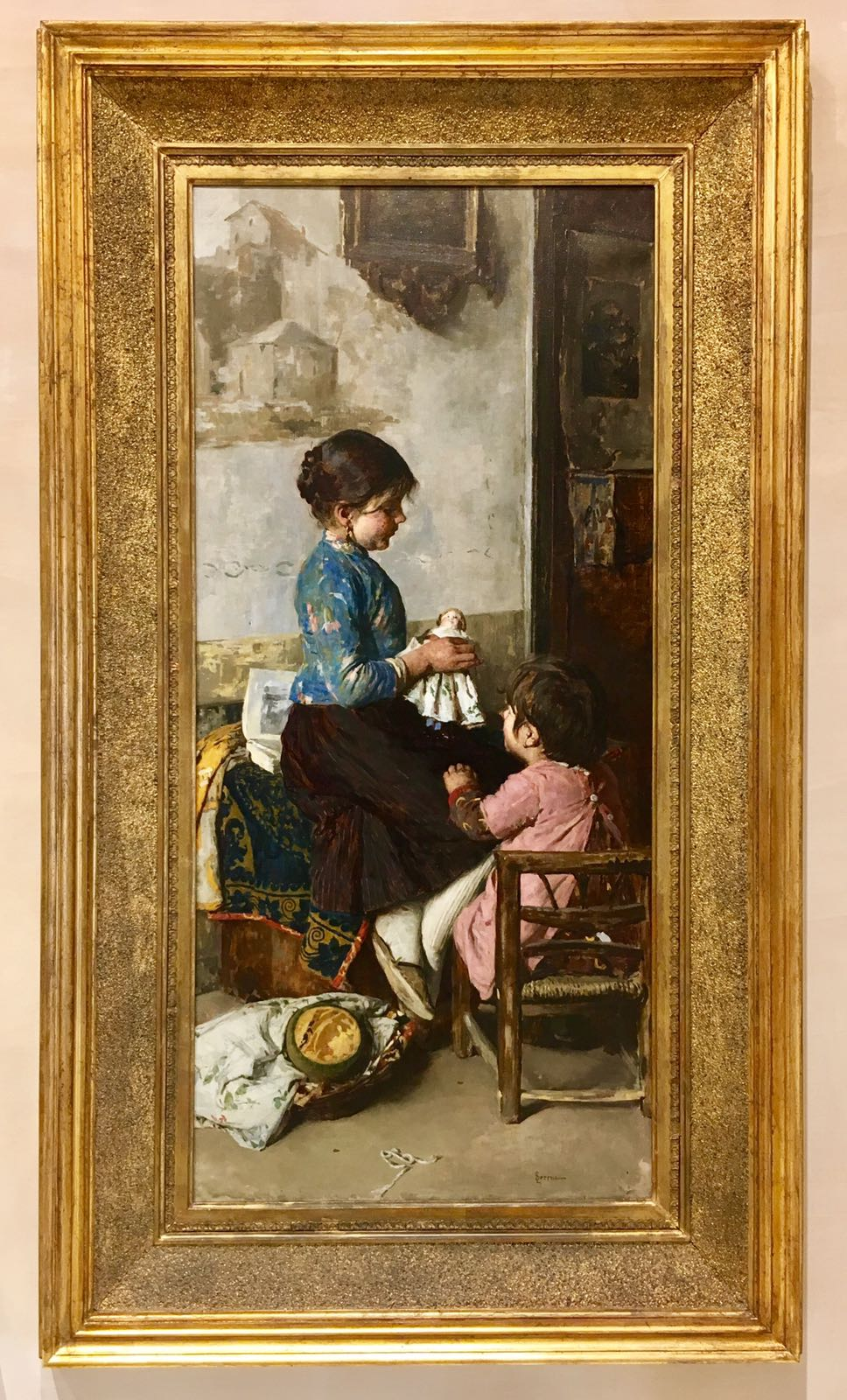
Luigi Serena, Giorni felici (1884-1886)
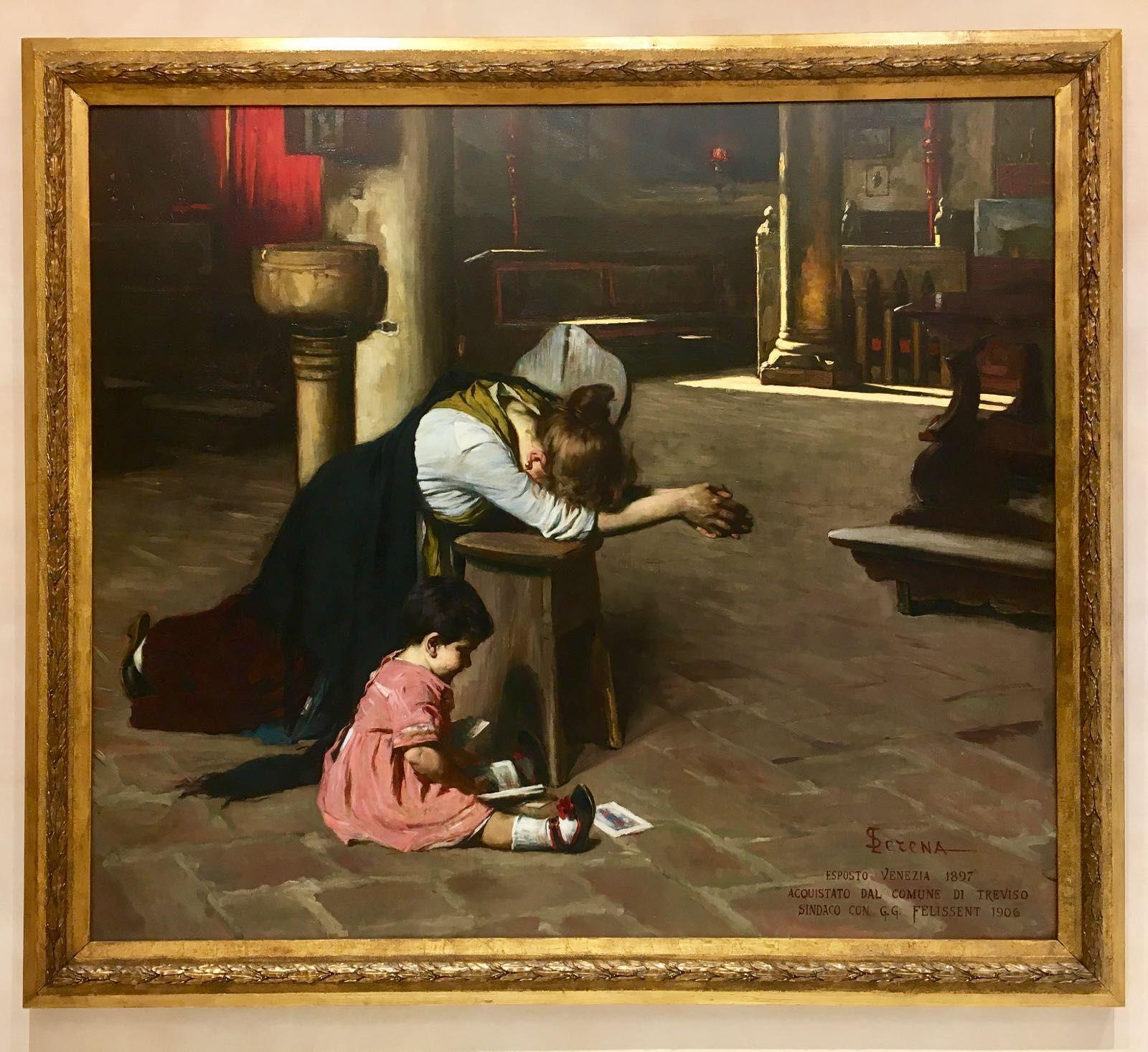
Luigi Serena, Vittime (ca. 1897)
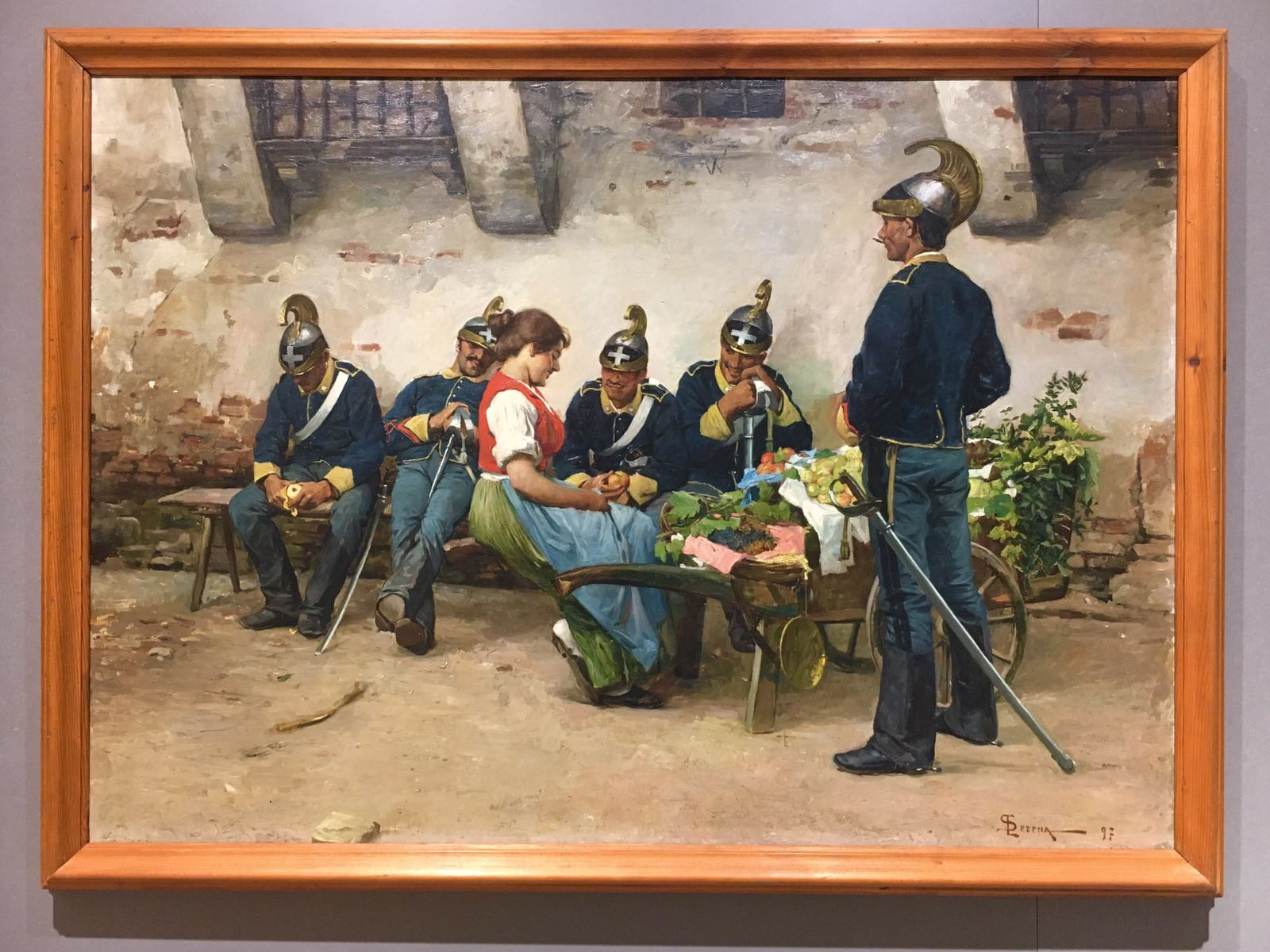
Luigi Serena, La storia del frutto proibito (1897)
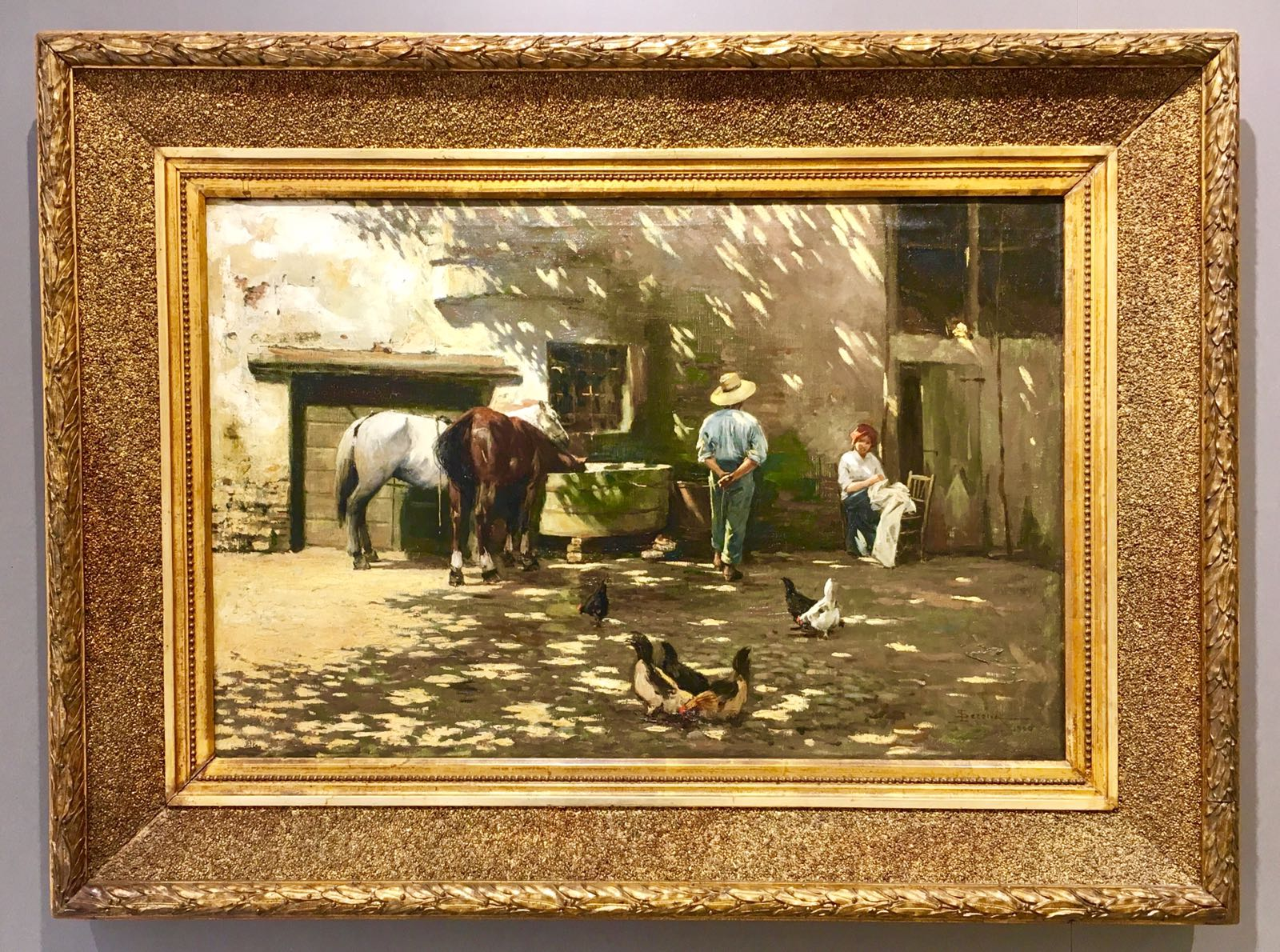
Luigi Serena, Cavalli all'abbeveratoio (1900)